# Sacculina pugettiae
Sacculina pugettiae is een krabbezakjessoort uit de familie van de Sacculinidae. De wetenschappelijke naam van de soort is voor het eerst geldig gepubliceerd in 1943 door Sueo M. Shiino.